# Фатеев, Аркадий Николаевич
Фатеев Аркадий Николаевич (1872, Курская губерния — 1952) — русский учёный-правовед, профессор.

## Биография
Родился в 1872 году в Курской губернии, в помещичьей дворянской семье.
Окончил Курскую гимназию и в 1896 году — юридический факультет Харьковского университета со степенью кандидата прав. Продолжал заниматься политической экономией под руководством профессора В. Ф. Левитского. В 1897 году был оставлен (профессором К. Н. Ярошем) для приготовления к профессорскому званию по кафедре энциклопедии права и истории философии права. В 1907 году в Харьковском университете защитил магистерскую диссертацию по специальности государственное право на тему: «Очерк индивидуалистического направления в истории философии государства (Идея политического индивида)».
С 1900 года, после прочтения пробных лекций «Отношение права к нравственности» и «Эволюционная теория морали», начал преподавать в должности приват-доцента Харьковского университета: читал лекции по «Философским правовым учениям XIX столетия» и вёл практические занятия по энциклопедии права и истории философии права.
После Октябрьской революции — в эмиграции. Жил в Чехословакии. Был профессором Русского юридического факультета, Русского народного университета, Русского института сельхозкооперации. Также он был председателем Русского исторического общества (1934—1938), председателем Совета Русского заграничного исторического архива (с 1935 года), ректором Русской ученой академии (1945).
Умер в 1952 году.

## Научные интересы
Сферу научных интересов А. Н. Фатеева составляли проблемы истории правовых и политических учений.
Несомненный и наиболее весомый вклад А. Н. Фатеева в разработку правовой науки состоит в обстоятельном освещении основных направлений политико-правовых учений XIX века, их сути, содержания, а также результатов воздействия на процессы развития западноевропейского права и государства.
Как полагал автор, специфику истории политических и правовых учений XIX века характеризует борьба школы либерально-представительного конституционализма со школой индивидуалистических тенденций, а также борьба позитивной и спекулятивной теорий права. В числе новых политико-правовых учений, появившихся в том веке, он особо выделял утилитарную школу политического радикализма во главе с И. Бентамом и Д. Миллем, школу национального историзма (Савиньи, Пухта и другие), органическую теорию государства (Аренс, Блюнчли), юридический позитивизм, новую школу возрожденного права.
В основе же полемики политико-правовых учений и теорий XIX века, считал А. Н. Фатеев, лежит поиск ответа на вопрос о способностях правовой науки познать суть права и способах такого познания. Способна ли правовая наука как одно из звеньев единого ряда наук, расположенных по линии от неорганического к органическому и социальному, как это сделал О. Конт, начиная астрономией и кончая социологией (включая сюда науку о праве и государстве и историю), познать объективные законы развития права и государства. Либо между природными и социальными науками лежит пропасть, которую по формальной теории И. Канта может перескочить человек только в образе человека-ноумена, человека с его умопостигающим характером? От решения этих вопросов прямо и непосредственно зависит и понимание социальной обусловленности права и его сущности.
Индивидуализм с его противопоставлением государству и действующему законодательству, начиная с середины XIX века успешно преодолевается представлением о тесной связанности индивидуума с другими лицами и обусловленности права не столько внутренними личностными качествами индивидуума, сколько конкретно-историческими условиями, в которых действует само право. И этот вывод имеет решающее значение для всего последующего развития правовой науки. Индивидуализм в праве не решил задач, которые первоначально он обещал решить. Как писал А. Н. Фатеев, «право, лишенное содержания, оказывается пустым, государство без культурных задач и идеалов слепым, законодательство беспомощным перед гнетом стареющей правовой охраны, которая не может не создавать привилегированного положения.
Равная же свобода, о которой говорила теория, явилось только голым правом».
А. Н. Фатеев напечатал несколько небольших публицистических и беллетристических произведений.

## Основные труды
- О мелиорационном кредите в России и на Западе Европы
- Идея личности в политико-философских сочинениях Д. И. Каченовского. — Харьков, 1905.
- Развитие индивидуализма в истории политических учений. — Харьков, 1904.
- К учению о существе права. — Харьков, 1909.
- М. М. Сперанский. 1809—1909: биографический очерк. — Харьков, 1910. — 80 с.
- История общих учений о праве и государстве. — Харьков, 1908, 1909, 1912.
- Любовь и правда у Толстого. — Харьков, 1911.
- Позитивная наука и некоторые её критики. — Харьков, 1911.
- Русский методолог теории права. — Харьков, 1917.